# Reissner-Nordströmmetriek
Reissner-Nordströmmetriek (genoemd naar Hans Reissner en Gunnar Nordström) is een exacte, asymptotisch vlakke, statische en sferisch symmetrische oplossing van de Einstein-vergelijkingen. Het beschrijft hoe een elektrisch geladen zwart gat er zou uitzien volgens de algemene relativiteitstheorie. Ondanks de sterke gravitationele aantrekking, zou in een realistische situatie waarbij een zwart gat gevormd wordt, de nettolading uitgestoten worden tijdens het in elkaar klappen van de ster. Men verwacht bijgevolg dat er weinig of geen van de zwarte gaten in ons heelal van dit type zijn. Vanuit theoretisch standpunt zijn deze objecten (net als alle andere types van zwarte gaten) echter zeer interessant, en zijn het onderwerp van intense studie binnen het domein van de theoretische fysica.

## Geschiedenis en context
Nadat Einstein zijn theorie van algemene relativiteitstheorie publiceerde, groeide de interesse naar exacte oplossingen van de theorie. Voor de voorganger van deze theorie, de gravitatietheorie van Newton, is het immers evident welk krachtveld wordt opgewekt door een puntmassa. In relativiteitstheorie is dat niet zo eenvoudig te zien. Daarom dat men geïnteresseerd was in analoge uitdrukkingen voor de fysica rondom een puntmassa. In relativiteitstheorie is de zwaartekracht het gevolg van de kromming van de ruimtetijd, en is het analoog van een krachtveld gegeven door de metriek. Men vroeg zich dus af of het mogelijk was zulk een metriek op te schrijven voor een puntmassa, welke exact aan de Einstein-vergelijkingen voldeed. Omwille van de complexiteit van de (niet-lineaire) vergelijkingen die men hiervoor moet oplossen, dacht Einstein aanvankelijk zelf dat er geen exacte oplossingen te vinden zouden zijn. Het was dan ook een verrassing dat amper een jaar na het publiceren van zijn theorie (in 1916) een exacte oplossing verscheen. Deze werd gevonden door Karl Schwarzschild. Niet veel later, in 1918, vonden Reissner en Nordström een oplossing van een geladen puntmassa. Net als de Schwarzschild-oplossing, heeft de oplossing van Reissner en Nordström typisch een horizon. Eerst dacht men dat dit een artefact was, zonder fysische betekenis. Pas later begreep men dat, indien men de massa van een voorwerp samenperst in een punt, het object een zwart gat vormt. Omdat voor de oplossingen van Schwarzschild en Reissner-Nordström de massa in één punt wordt verondersteld, heeft de oplossing automatisch de structuur van een zwart gat. De geometrie op grotere afstand is evenwel analoog aan de geometrie van een niet-singulier object met dezelfde lading en massa.

## De oplossing
De metriek van Reissner-Nordström die een puntmassa met massa {\displaystyle M} en lading {\displaystyle Q}, ziet eruit als volgt:
{\displaystyle \mathrm {d} s^{2}=f(r)c^{2}\mathrm {d} t^{2}-{\frac {1}{f(r)}}\mathrm {d} r^{2}-r^{2}(\sin ^{2}\theta \,\mathrm {d} \varphi ^{2}+\mathrm {d} \theta ^{2})}
Hierbij is  {\displaystyle t} de tijdscoördinaat,  {\displaystyle r} de radiële parameter en zijn  {\displaystyle \theta } en  {\displaystyle \phi } de azimutale en polaire hoek, en {\displaystyle c} is de lichtsnelheid. Indien men werkt in natuurlijke eenheden (waarbij de lichtsnelheid {\displaystyle c}, de gravitatieconstante {\displaystyle G} en de constante van Coulomb {\displaystyle k} allen gelijk aan 1 zijn), is de functie   {\displaystyle f}   gegeven door
{\displaystyle f(r)=1-{\frac {2M}{r}}+{\frac {Q^{2}}{r^{2}}}}.
Indien men in SI-eenheden wenst te werken, ziet deze functie er uit als volgt:
{\displaystyle f(r)=1-{\frac {2GM}{c^{2}r}}+{\frac {Q^{2}G}{4\pi \epsilon _{0}c^{4}r^{2}}}}
Men kan eenvoudig nagaan dat het geval {\displaystyle Q=0} inderdaad de Schwarzschild-oplossing geeft, welke de geometrie rond een ongeladen massa beschrijft. 
Indien {\displaystyle Q\neq 0}, is er ook een elektrisch veld aanwezig rond het zwart gat. De elektromagnetische vierpotentiaal is gegeven door:
{\displaystyle A_{\mu }=\left(\Phi ,0,0,0\right)=\left({\frac {Q}{r}},0,0,0\right)}
In SI-eenheden staat er nog een factor {\displaystyle 4\pi \epsilon _{0}} extra in de noemer. De letter {\displaystyle \Phi } staat voor de elektrische potentiaal.

## Horizon ensingulariteiten
Voor een algemene metriek wordt een waarnemingshorizon typisch gekarakteriseerd door een punt waar de {\displaystyle g_{00}}-component van de metriek nul wordt. In dit geval wil dat zeggen dat (in natuurlijke eenheden):
{\displaystyle 1-{\frac {2M}{r}}+{\frac {Q^{2}}{r^{2}}}=0}
Men kan dit gemakkelijk oplossen, en noteert de oplossingen met {\displaystyle r_{+}} en {\displaystyle r_{-}}. Ze zijn expliciet gegeven door
{\displaystyle r_{\pm }=M\pm {\sqrt {M^{2}-Q^{2}}}}
Er kunnen zich drie verschillende situaties voordoen:
- Als {\displaystyle Q<M}, zijn er twee horizons. Dat is dus anders dan bij de Schwarzschild-oplossing, waar er slechts één horizon aanwezig is.
- Als {\displaystyle Q=M}, vallen beide horizons samen. Dit noemt men een extremaal zwart gat. De Hawking-temperatuur is dan nul.
- Als {\displaystyle Q>M} zijn er geen horizons. In dat geval is het singuliere punt {\displaystyle r} zichtbaar van buitenaf, en spreekt men dan van een naakte singulariteit. Veel fysici denken dat dit soort oplossingen fysisch ontoelaatbaar zijn. (Dus omwille van fundamentele redenen niet kunnen voorkomen in de natuur.)